# Şahkulu
Şahkulu (Anatolia, ... – 2 luglio 1511), noto anche come Shah-Qoli Baba, Shahqoli Baba, o Karabıyıkoğlu, fu il leader della rivolta pro-sciita e pro-safavide in Anatolia della ribellione di Şahkulu diretta contro l'Impero ottomano nel 1511. Era considerato un Messia e un Profeta dai suoi seguaci. La sua morte in battaglia significò la fine della rivolta. È sepolto ad Amasya.

## Biografia
Şahkulu era un membro della tribù turkmena dei Tekkelu. Ispirati dai missionari safavidi, i turkmeni che vivevano sul suolo ottomano, "fino a Konya", furono mobilitati in un "fervente movimento messianico", guidato da Şahkulu. Şahkulu ei suoi seguaci cercarono di "replicare" lo stesso tipo di rivolta guidata da Ismail I diversi anni prima, "forse in previsione di un'unione con i Safavidi". Şahkulu lavorò anche come capo della Royal Ottoman Company of Designers a Istanbul all'inizio del XVI secolo.
Şahkulu fu ucciso nel 1511 e il movimento pro-safavide fu "temporaneamente interrotto". Ma l'ansia degli Ottomani, in relazione alla "perdita di gran parte dei loro possedimenti asiatici, non fu alleviata". Cessò di esistere l'odio degli ottomani per Ismail I, anche se Ismail si scusò per le atrocità causate dai turkmeni e il "rinnegato" Şahkulu. Poiché esisteva la possibilità di un "esodo di massa turkmeno nel regno safavide", Bayezid II cercò di stabilire buoni rapporti con Ismail, "almeno in superficie, e accolse con favore i gesti di Ismail di stabilire relazioni di buon vicinato".  Nelle lettere inviate a Ismail, Bayezid II si rivolgeva a Ismail come "erede del regno di Kaykhosrow, il leggendario grande re degli Shahnameh e a Dara (Dario) dell'antico impero persiano". Abbas Amanat aggiunge: "Ha inoltre consigliato a Ismail di comportarsi in modo regale, preservare il suo regno prezioso e strategicamente vitale con giustizia ed equanimità, porre fine alle conversioni forzate e andarsene in pace con i suoi vicini".
Bayezid II aveva affrontato una rivolta creata da suo figlio Selim (che successe come Selim I), negli ultimi anni del suo governo. A differenza di suo padre, Selim, allora ancora un principe, non amava le politiche di pacificazione di suo padre nei confronti dei Safavidi. Quando Selim I salì così al trono nel 1512, le cose cambiarono drasticamente. Le tensioni aumentarono, che alla fine portarono alla battaglia di Caldiran nel 1514.

## Nella cultura di massa
Una versione romanzata di Şahkulu appare nel videogioco del 2011 Assassin's Creed: Revelations, dove viene chiamato Shahkulu e funge da antagonista nella Sequenza 7 del gioco.